# Підземні механізовані бункери
Підземні механізовані бункери як важливий допоміжний засіб сприяють підвищенню пропускних можливостей, надійності і ефективності використання транспортної системи, їхня роль істотно зростає при впровадженні конвеєризації. Вони дозволяють компенсувати нерівномірність надходження вантажу і відкази тих чи інших машин.
Механізовані бункери застосовують не тільки під час будівництва шахт, але і в період їхньої експлуатації. Установлені у виробках типових поперечних перерізів, вони, як правило, це вимагають великого додаткового обсягу гірничних робіт і значного перепаду висот між пунктами навантажування і розвантажування матеріалу, усувають утворення склепіння і застрявання кусків породної маси v випускних отворах. Завдяки бункерам швидкість проведення підготовчих виробок збільшується приблизно у 1,5 раза.
Найбільшого розповсюдження набули скребкові механізовані бункери, які мають просту, міцну і компактну конструкцію. Такий бункер (рис.) складається із акумулюючого жолоба 1, скребкового донного конвейєра 2, механізму пересування і системи автоматизованого керування. Конвеєр, крім робочого органу 4, включає приводну (3), лінійні (5) і кінцеву (6) секції.
Рис. Підземний механізований бункер
Позначення базових типорозмірів бункерів містять букви БС (бункер скребковий) і цифри, що показують їхню місткість (35, 60, 90, 120 і 160м3).
При виборі бункерів поряд з гірничотехнічними факторами враховуються фізико-механічні властивості вантажу і технічні можливості ланцюгового робочого органу.